# 许有壬
许有壬（1287年—1364年）。字可用，河南汤阴人，元朝政治人物。
元仁宗延祐二年（1315年）进士。担任同知辽州事。延祐六年（1319年）许有壬为山北廉访司经历。元英宗至治元年（1321年）升吏部主事。至治二年，以江南行台监察御史行部广东，弹劾治理不法官僚豪绅，拜监察御史。元泰定帝即位，许有壬陈时事十条，请勿以大臣兼兵权，减轻民赋、节制浮费。泰定元年（1324年）担任中书左司员外郎。京师饥荒，他请求开仓放粮，用粮食四十万斛救助灾民。泰定三年（1326年）担任右司郎中、左司郎中。元文宗即位，担任两淮都转运盐司使，整顿盐法。至顺二年（1331年），担任参议中书省事。元顺帝元统二年（1334年），担任治书侍御史。转任中书参知政事、侍御史，反对废除进士科。当时廷议想要恢复古代劓刑，禁止汉人、南人学习蒙古文和畏兀儿字书。他都上书反对。至元年间被人忌恨，于是归居彰德府（今河南省安阳市）。至元六年（1340年），起复为中书参知政事。至正元年（1341年），担任中书左丞。被南台监察御史木八剌沙，至正二年（1342年），称病归乡，召为翰林学士承旨，知经筵事。至正七年（1347年），为御史中丞，再次称病归乡。至正十三年（1353年），担任河南行省左丞，负责筹措镇压河南反元军队的元军粮饷。至正十五年（1355年），官至集贤殿大学士、中书左丞，建议招抚各地变民军。历任自元仁宗至顺帝七朝，将近五十年。至正十七年（1357年）致仕。有文集《至正集》《圭塘小稿》人。

## 家庭
有弟許有孚。

## 延伸阅读
[在维基数据编辑]
 《元史·卷182》，出自宋濂《元史》
 《新元史/卷208》，出自柯劭忞《新元史》
 在维基共享资源阅览影像、分类